# Chiến dịch tranh cử tổng thống năm 2020 của Joe Biden
Chiến dịch tranh cử tổng thống năm 2020 của Joe Biden bắt đầu vào ngày 25 tháng 4 năm 2019 khi ông đăng tải một video tuyên bố ứng cử vào cuộc bầu cử tổng thống sơ bộ của Đảng Dân chủ năm 2020. Joe Biden, Phó Tổng thống Hoa Kỳ nhiệm kỳ 2009 đến 2017 và cựu Thượng Nghị sĩ Hoa Kỳ của bang Delaware, đã được suy đoán là sẽ trở thành ứng cử viên năm 2020 sau khi từ chối vị trí này vào năm 2016.
Biden nhìn chung được xem là có tư tưởng chính trị ôn hòa. Ông chủ trương đưa án lệ Roe v. Wade thành luật, cung cấp lựa chọn bảo hiểm y tế công, phi hình sự hóa việc hút cần sa mang tính tiêu khiển, thông qua đạo luật Bình đẳng, miễn học phí cho các trường cao đẳng cộng đồng, cũng như thực thi một kế hoạch khí hậu 1,7 nghìn tỉ đô-la Mỹ. Ông ủng hộ việc kiểm soát thay vì cấm hoàn toàn cắt phá thủy lực.
Vì đã từng giữ vị trí Phó Tổng thống, Biden bắt đầu cuộc đua với mức độ nhận biết rất cao. Từ khi chiến dịch được công bố cho đến khi các cuộc bầu cử bắt đầu, ông luôn được đánh giá là ứng cử viên hàng đầu. Ông dẫn đầu hầu hết các cuộc thăm dò toàn quốc trong suốt năm 2019, nhưng đã không lọt vào top 3 ứng cử viên trong cả cuộc họp kín Đảng Dân chủ năm 2020 tại Iowa lẫn cuộc bầu cử sơ bộ Đảng Dân chủ tại New Hampshire. Ông giành chiến thắng áp đảo trong cuộc bầu cử sơ bộ Đảng Dân chủ năm 2020 tại South Carolina vào ngày 29 tháng 2 năm 2020 và việc này được đáng giá là đã vực dậy chiến dịch tranh cử của ông. Tháng 3, Biden nhận được sự ủng hộ của 10 đối thủ trước đó của mình, nâng tổng số lời ủng hộ ông đã nhận được lên 12. Vào ngày Siêu thứ ba 2020, Biden đạt được đủ số đại biểu ủng hộ để vượt qua Thượng Nghị sĩ Bernie Sanders. Ngày 8 tháng 4, sau khi Sanders đình chỉ chiến dịch tranh cử của mình, Biden được xem là đã nắm chắc vị trí ứng cử viên tổng thống của Đảng Dân chủ. Tháng 6, Biden đạt đủ số đại biểu ủng hộ để trở thành ứng cử viên.
Ngày 11 tháng 8 năm 2020, Biden công bố Thượng Nghị sĩ Hoa Kỳ Kamala Harris sẽ trở thành ứng viên Phó Tổng thống của mình. Vào ngày 18 và 19 tháng 8, Biden và Harris chính thức được đề cử tại Đại hội Quốc gia đảng Dân chủ năm 2020, khiến Harris trở thành người Mỹ gốc Á đầu tiên và là người Mỹ gốc Phi nữ đầu tiên được đề cử làm phó tổng thống theo phiếu bầu của đảng lớn. Các cuộc thăm dò dư luận quốc gia được tiến hành vào năm 2020 nhìn chung đã cho thấy Biden dẫn trước Trump.

## Bối cảnh

### Các chiến dịch tranh cử tổng thống trước đây
Chiến dịch tranh cử tổng thống năm 2020 của Biden là nỗ lực thứ ba của ông nhằm tranh cử tổng thống Hoa Kỳ. Chiến dịch đầu tiên của ông được thực hiện trong cuộc bầu cử sơ bộ của Đảng Dân chủ năm 1988, nơi ông ban đầu được coi là một trong những ứng cử viên mạnh nhất tiềm năng. Tuy nhiên, các tờ báo đã tiết lộ việc Biden đạo văn trong hồ sơ trường luật và trong các bài phát biểu, một vụ bê bối dẫn đến việc ông phải rút khỏi cuộc đua vào tháng 9 năm 1987.
Ông đã thực hiện nỗ lực thứ hai trong cuộc bầu cử sơ bộ của Đảng Dân chủ năm 2008, nơi ông tập trung vào kế hoạch đạt được thành công chính trị trong Chiến tranh Iraq thông qua một hệ thống liên bang. Giống như lần tranh cử tổng thống đầu tiên của mình, Biden không thu hút được sự tán thành và ủng hộ. Ông rút lui khỏi cuộc đua sau màn trình diễn tệ hại trong cuộc họp kín ở Iowa vào ngày 3 tháng 1 năm 2008. Cuối cùng, ông được Barack Obama chọn làm đối tác tranh cử của mình và giành chiến thắng trong cuộc tổng tuyển cử làm phó tổng thống Hoa Kỳ, tuyên thệ nhậm chức vào ngày 20 tháng 1 năm 2009.

### Suy đoán
Phó Tổng thống Joe Biden được coi là ứng cử viên tiềm năng kế nhiệm Barack Obama trong cuộc bầu cử tổng thống năm 2016. Vào ngày 21 tháng 10 năm 2015, sau cái chết của con trai Beau, Biden tuyên bố rằng ông sẽ không tìm kiếm sự đề cử tổng thống của đảng Dân chủ vào năm 2016.
Trong chuyến tham quan Thượng viện Hoa Kỳ với các phóng viên vào ngày 5 tháng 12 năm 2016, Biden đã từ chối loại trừ khả năng tranh cử tổng thống trong cuộc bầu cử tổng thống năm 2020. Ông khẳng định lại sự xung đột của mình về việc tham gia chương trình The Late Show with Stephen Colbert vào ngày 7 tháng 12, trong đó Biden tuyên bố "không bao giờ nói không bao giờ" về việc tranh cử tổng thống vào năm 2020, đồng thời thừa nhận ông không nhìn thấy kịch bản tranh cử một lần nữa. Ông dường như đã tuyên bố vào ngày 13 tháng 1 năm 2017, đúng một tuần trước khi nhiệm kỳ phó tổng thống của mình kết thúc, rằng ông sẽ không tranh cử. Tuy nhiên, bốn ngày sau, ông dường như quay lại, nói rằng "Tôi sẽ chạy nếu tôi có thể đi bộ."  Vào tháng 9 năm 2017, Ashley, con gái của Biden, bày tỏ niềm tin rằng ông đang nghĩ đến việc tranh cử vào năm 2020.

### Time for Biden
Time for Biden, một ủy ban hành động chính trị, được thành lập vào tháng 1 năm 2018, nhằm tìm kiếm sự tham gia của Biden vào các cuộc bầu cử sơ bộ Tổng thống năm 2020 của Đảng Dân chủ.
PAC được tạo ra bởi Matthew Graf ở Rock Island, Illinois và Collin West of East Moline, Illinois. Mặc dù nó đã tìm cách Biden tham gia vào các cuộc bầu cử sơ bộ của Đảng Dân chủ năm 2020, nó không được liên kết hoặc tài trợ bởi chính Biden. Những người sáng lập cũng tuyên bố rằng nếu Biden thông báo, một ủy ban điều hành cho biết các nguồn lực sẽ được hợp nhất với chiến dịch.
Tổ chức này đã bị một số người chỉ trích, những người này cảm thấy nó được thành lập quá sớm và nỗ lực của đảng Dân chủ nên được dành cho cuộc bầu cử giữa kỳ năm 2018.

### Xem xét các lựa chọn
Vào tháng 2 năm 2018, Biden thông báo với một nhóm các trợ lý chính sách đối ngoại lâu năm rằng ông đang "để ngỏ các lựa chọn năm 2020".
Vào tháng 3 năm 2018, Politico báo cáo rằng nhóm của Biden đang xem xét một số lựa chọn để phân biệt chiến dịch của họ, chẳng hạn như thông báo ngay từ đầu một ứng cử viên phó tổng thống trẻ hơn từ bên ngoài chính trị, và cũng báo cáo rằng Biden đã từ chối một đề xuất cam kết chỉ phục vụ một nhiệm kỳ với tư cách là tổng thống. Vào ngày 17 tháng 7 năm 2018, anh ấy nói với một diễn đàn được tổ chức ở Bogota, Colombia, rằng ông sẽ quyết định xem mình có chính thức tuyên bố là ứng cử viên vào tháng 1 năm 2019. Vào ngày 4 tháng 2, không có quyết định nào được đưa ra từ Biden, Edward-Isaac Dovere của The Atlantic đã viết rằng Biden "rất gần với việc nói đồng ý" nhưng một số thân cận lo lắng rằng anh ấy sẽ thay đổi trái tim vào phút cuối, như ông đã làm vào năm 2016. Dovere báo cáo rằng Biden lo ngại về ảnh hưởng của một cuộc tranh cử tổng thống khác có thể ảnh hưởng đến gia đình và danh tiếng của mình, cũng như các cuộc đấu tranh gây quỹ và nhận thức về tuổi tác và chủ nghĩa trung tâm tương đối của ông so với các ứng cử viên được tuyên bố và tiềm năng khác. Ngược lại, "ý thức trách nhiệm" của ông, sự xúc phạm trong nhiệm kỳ tổng thống Trump, sự thiếu kinh nghiệm chính sách đối ngoại của những người hy vọng khác của đảng Dân chủ và mong muốn thúc đẩy "chủ nghĩa tiến bộ xây dựng cầu nối" trong đảng được cho là những yếu tố thúc đẩy ông tranh cử.

## Chiến dịch

### Tuyên bố

Logo ban đầu của chiến dịch, được sử dụng trước khi được Harris lựa chọn làm người đồng hành.

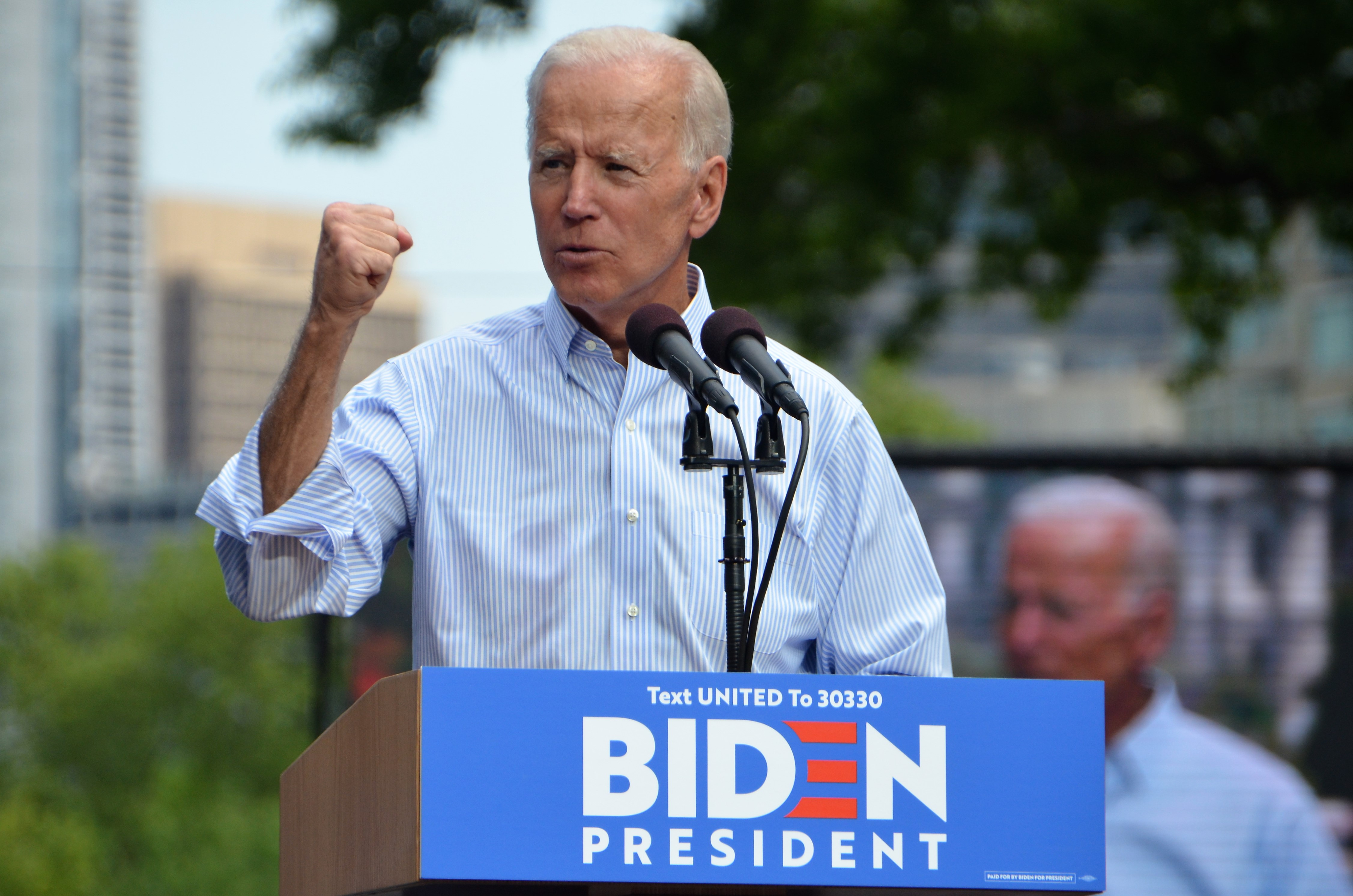
Biden phát biểu tại sự kiện khởi động của chiến dịch ở Philadelphia, Pennsylvania

Vào ngày 12 tháng 3 năm 2019, Biden nói với một nhóm những người ủng hộ rằng ông có thể cần năng lượng của họ "trong một vài tuần". Năm ngày sau, Biden tình cờ tiết lộ rằng ông sẽ là một ứng cử viên trong một bữa tối ở Dover, Delaware.
Vào ngày 19 tháng 4 năm 2019, The Atlantic đưa tin rằng Biden đã lên kế hoạch chính thức công bố chiến dịch của mình vào 5 ngày sau đó thông qua một đoạn video thông báo, tiếp theo là một cuộc biểu tình khởi động ở Philadelphia, Pennsylvania hoặc Charlottesville, Virginia. Trong những ngày trước khi ông ra mắt dự kiến, một số nhà tài trợ lớn của đảng Dân chủ đã nhận được yêu cầu quyên góp cho ủy ban vận động của ông, để được đặt tên là "Biden cho Tổng thống". Các báo cáo sau đó chỉ ra rằng kế hoạch của Biden vẫn không chắc chắn, không có ngày khởi động được biết, địa điểm cho các cuộc biểu tình chiến dịch, hoặc giấy phép cho một sự kiện ở Philadelphia; các cộng sự tiếp tục lên kế hoạch gây quỹ vào ngày 25 tháng 4 tại Philadelphia do phó chủ tịch điều hành của Comcast David L. Cohen chủ trì, nhưng không rõ liệu cuộc gây quỹ có được tổ chức theo kế hoạch hay không, mặc dù các cộng sự của ông đã tiếp tục kêu gọi quyên góp trong những ngày trước khi thông báo của mình. Vào ngày 23 tháng 4, có thông tin cho rằng Biden sẽ chính thức tham gia cuộc đua sau đó hai ngày, để tránh làm lu mờ một diễn đàn tập trung vào phụ nữ da màu được tổ chức vào ngày hôm trước. Chiến dịch dành riêng hội trường công đoàn Teamsters Local 249 ở Pittsburgh vào ngày 29 tháng 4.
Biden đã phát hành một video chính thức công bố chiến dịch của mình vào đầu ngày 25 tháng 4 năm 2019. Vào ngày 22 tháng 5, tạp chí Ebony đưa tin rằng Biden đã bắt đầu tập hợp đội vận động tranh cử tổng thống năm 2020 của mình, đặt trụ sở chính tại Philadelphia. Nhóm của ông bao gồm giám đốc chiến dịch Greg Schultz  và giám đốc truyền thông chiến lược Kamau Mandela Marshall, cả hai đều từng làm việc trong chính quyền Obama, cũng như các cố vấn cấp cao khác của chính quyền Obama. Ngoài ra, vào ngày 31 tháng 5, chiến dịch Biden thông báo rằng Dân biểu Cedric Richmond sẽ tham gia chiến dịch với tư cách là đồng chủ tịch quốc gia.

### Gây quỹ và chiến lược

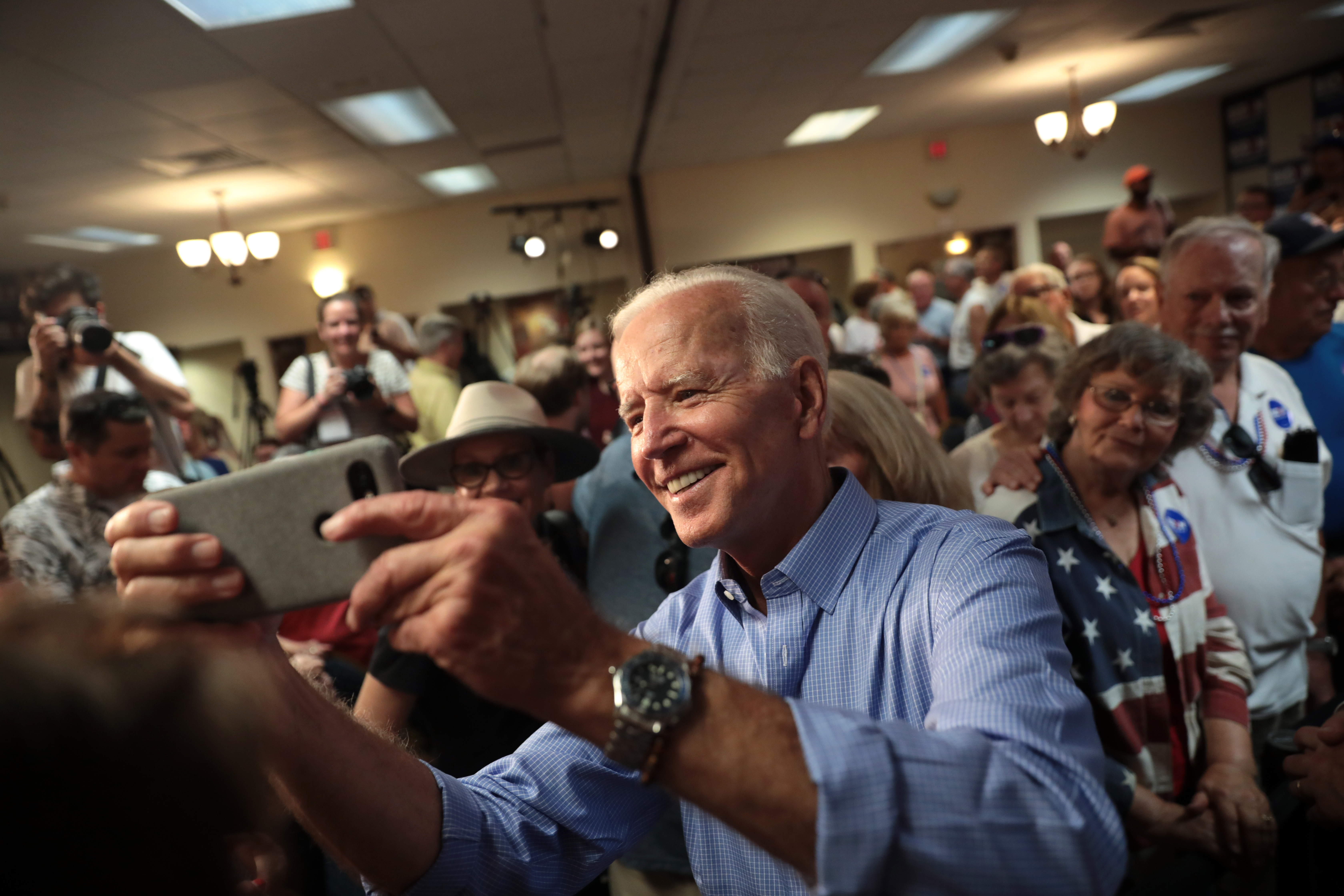
Chiến dịch ở Marshalltown, Iowa

Vào ngày 26 tháng 4 năm 2019, chiến dịch của Biden thông báo rằng họ đã huy động được 6,3 triệu đô la trong 24 giờ đầu tiên, vượt qua tổng số tiền gây quỹ 24 giờ đầu tiên của tất cả các ứng cử viên khác cho đề cử tổng thống của đảng Dân chủ vào thời điểm đó. Việc gây quỹ của Biden đến từ 128.000 cộng tác viên duy nhất, tương đương với chiến dịch của Beto O'Rourke, nhưng thấp hơn khoảng 40% so với Bernie Sanders, người có 223.000 cộng tác viên duy nhất trong 24 giờ đầu tiên của chiến dịch của mình.
Theo một bài báo của Politico, chiến dịch Biden đang thực hiện một chiến dịch trên cơ sở rằng nền tảng của đảng Dân chủ gần như không tự do hoặc trẻ trung như nhận thức. Riêng tư, một số cố vấn của Biden thừa nhận rằng lý thuyết của họ dựa trên dữ liệu thăm dò và xu hướng bỏ phiếu, cho rằng các phương tiện truyền thông đang thúc đẩy ý tưởng về một khu vực bầu cử Dân chủ siêu tiến bộ được lan truyền bởi bong bóng Twitter và không liên lạc với thứ hạng trung bình-và -tệp dân chủ. Vào tháng 4 năm 2019, Biden nói với các phóng viên, "Thực tế của vấn đề là đại đa số các thành viên của Đảng Dân chủ về cơ bản vẫn là đảng Dân chủ tự do đến ôn hòa theo nghĩa truyền thống." Biden cũng tự mô tả mình là "đảng viên Dân chủ Obama-Biden". Một cố vấn không nêu rõ của Biden cho biết, "Có một sự khác biệt lớn giữa câu chuyện truyền thông và những gì cử tri sơ cấp trông như thế nào và suy nghĩ, so với câu chuyện trên phương tiện truyền thông và tường thuật trên Twitter [và] vũ trụ chính của đảng Dân chủ kém tự do hơn nhiều. Nó già hơn bạn nghĩ. " Từ ngày 25 tháng 4 đến ngày 25 tháng 5 năm 2019, chiến dịch của Biden đã chi 83% trong tổng số 1,2 đô la của anh ấy triệu quảng cáo Facebook tài trợ cho việc nhắm mục tiêu cử tri từ 45 tuổi trở lên. Không có ứng cử viên Đảng Dân chủ 2020 hàng đầu nào khác theo đuổi chiến lược tương tự trong cuộc bầu cử sơ bộ.
Biden, cùng với Bernie Sanders, thường được coi là ứng cử viên có cơ hội tốt nhất để đánh bại Donald Trump trong cuộc tổng tuyển cử. Theo The Washington Post, điều này có thể là do các chính sách ôn hòa hơn của ông, hoặc có thể là do cử tri hoặc các nhà lãnh đạo đảng tin rằng một ứng cử viên nam da trắng dễ "đắc cử" hơn. Joe Biden nói rằng con trai quá cố của ông là Beau nên chạy thay ông nếu ông còn sống. Biden dẫn đầu hầu hết các cuộc thăm dò quốc gia cho đến hết năm 2019.
Chiến dịch đã quyên góp được 70 triệu đô la trong Hội nghị Quốc gia Dân chủ năm 2020. Chiến dịch và DNC kết hợp đã huy động được mức kỷ lục 365 triệu đô la vào tháng 8 năm 2020, so với 154 triệu đô la của Trump và RNC. Biden đã huy động thêm 383 triệu đô la vào tháng 9 năm 2020, phá kỷ lục của chính mình so với tháng trước.

### Kết quả bầu cử sơ bộ sớm

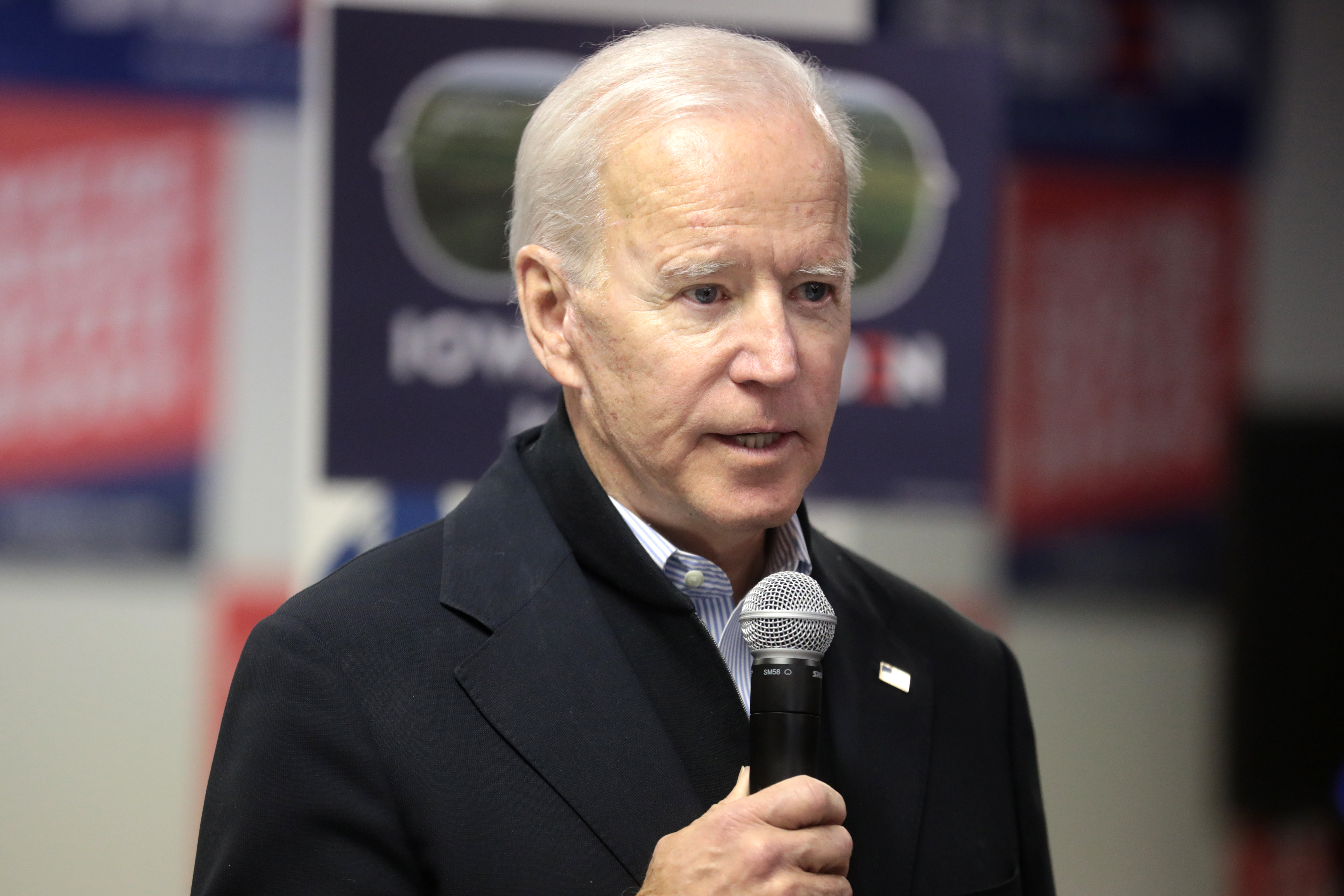
Biden phát biểu tại một sự kiện vận động ở Des Moines, Iowa

Trong các cuộc họp kín tại Iowa được tổ chức vào ngày 3 tháng 2 năm 2020, Biden đứng ở vị trí thứ tư, giành được sáu đại biểu cam kết. Trong cuộc bầu cử sơ bộ ở New Hampshire được tổ chức vào ngày 11 tháng 2, Biden đứng ở vị trí thứ năm và không kiếm được bất kỳ đại biểu nào do không đáp ứng được ngưỡng đủ điều kiện 15% theo yêu cầu. Sau màn trình diễn tệ hại ở Iowa và New Hampshire, một số hãng truyền thông đặt câu hỏi liệu việc Biden trở thành ứng cử viên được bầu nhiều nhất có chính xác hay không.

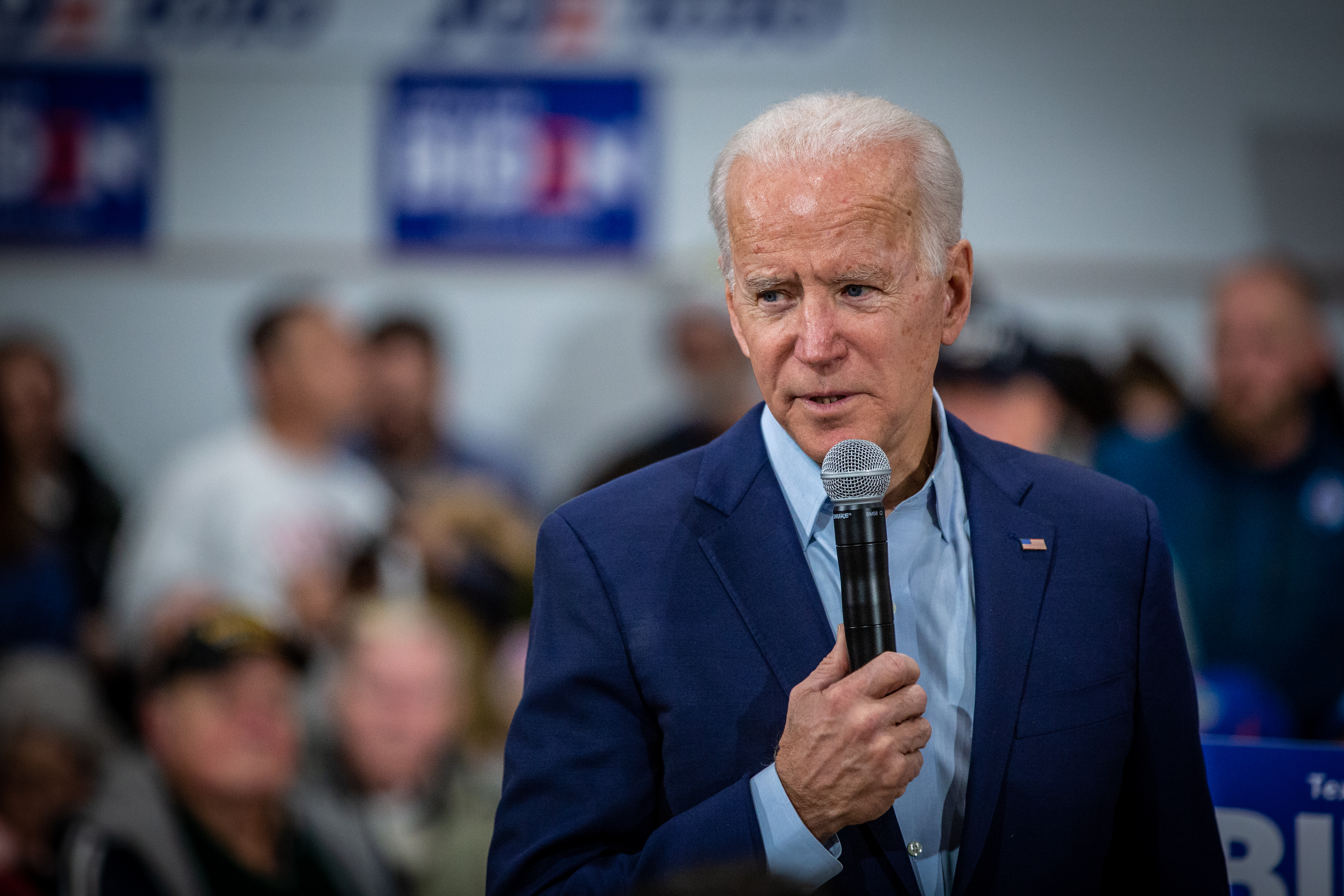
Biden nói chuyện với cử tri ở Iowa

Biden đã thắng trong cuộc bầu cử sơ bộ ở Nam Carolina diễn ra vào ngày 29 tháng Hai. Biden giành được tất cả 46 quận trong bang, giành được 48,7% số phiếu phổ thông và kiếm được 39 đại biểu. Chiến thắng phần lớn được cho là nhờ sự ủng hộ của 61% cử tri người Mỹ gốc Phi (cử tri người Mỹ gốc Phi chiếm khoảng 60% cử tri Dân chủ ở Nam Carolina). Trước cuộc bầu cử sơ bộ vào ngày 26 tháng 2, Jim Clyburn đã tán thành Biden. Nhiều người cho rằng sự chứng thực của Clyburn là một lý do giúp Biden có nhiều chiến thắng, vì sự chứng thực của Clyburn là một yếu tố quyết định đối với nhiều cử tri người Mỹ gốc Phi ở Nam Carolina. Ba mươi sáu phần trăm tất cả các cử tri sơ bộ nói rằng họ đã đưa ra quyết định của mình sau sự chứng thực của Clyburn; trong tổng số đó, 70% đã bỏ phiếu cho Biden. Theo FiveThirtyEight, kết quả này đã làm tăng đáng kể cơ hội giành chiến thắng của Biden ở nhiều bang Siêu Thứ Ba (đặc biệt là các bang phía Nam như Bắc Carolina, Texas và Virginia).
Trong cuộc bầu cử sơ bộ Siêu Thứ Ba vào ngày 3 tháng 3, Biden đã thắng Alabama, Arkansas, Maine, Massachusetts, Minnesota, North Carolina, Oklahoma, Tennessee, Texas và Virginia, giành được tổng cộng 458 đại biểu, và dẫn trước Bernie Sanders trong cuộc đua. Theo một cuộc thăm dò ý kiến về việc rút lui, Biden đã nhận được sự ủng hộ đáng kể từ những cử tri đã quyết tâm trong vài ngày cuối cùng trước cuộc bầu cử. Những cử tri muộn cũng thích một ứng cử viên mà họ tin rằng có thể đánh bại Trump hơn một người đồng ý với họ về các vấn đề.
Vào đầu tháng 3, Pete Buttigieg, Amy Klobuchar và Michael Bloomberg đã bỏ cuộc đua và tán thành Biden. Beto O'Rourke, Cory Booker và Kamala Harris, cả hai đều đã đình chỉ chiến dịch của họ vài tháng trước đó, cũng tán thành anh ta. Vào ngày 9 tháng 3, CNN đưa tin rằng Biden đã dẫn đầu hai chữ số so với Sanders trong một cuộc thăm dò toàn quốc. Vào giữa tháng 3, do hậu quả của đại dịch COVID-19, nhiều cuộc bầu cử sơ bộ theo lịch trình đã bị hoãn lại. Các trợ lý cho cả chiến dịch của Biden và Sanders đã liên hệ với nhau về đại dịch và ảnh hưởng của nó.

### Đề cử
Trước khi xảy ra cuộc tranh luận tổng thống lần thứ 11 của đảng Dân chủ, Biden đã công bố hai chính sách tiến bộ mới: miễn học phí cho các trường cao đẳng và đại học công lập cho sinh viên thuộc các gia đình có thu nhập dưới 125.000 USD và cho phép các khoản nợ vay của sinh viên không vỡ nợ khi phá sản. Cuộc tranh luận được tổ chức vào ngày 15 tháng 3 năm 2020 và là cuộc tranh luận đầu tiên chỉ có hai người dẫn đầu vòng chung kết cuộc đua. Biden thông báo rằng nếu anh ta giành được đề cử, anh ta sẽ chọn một người bạn đời là nữ, trước đó đã gợi ý nhiều bằng cách nêu tên một số ứng cử viên.   Vào ngày 3 tháng 4, Biden thông báo rằng chiến dịch tranh cử của ông sẽ thành lập một ủy ban để kiểm tra các ứng cử viên phó tổng thống tiềm năng vào cuối tháng.
Vào ngày 25 tháng 3, khi được hỏi liệu anh ấy có tranh luận lại với Sanders hay không, Biden nói, "Trọng tâm của tôi là đối phó với cuộc khủng hoảng này ngay bây giờ. Tôi chưa nghĩ về bất kỳ cuộc tranh luận nào nữa. Tôi nghĩ chúng ta đã có đủ cuộc tranh luận. Tôi nghĩ chúng ta nên tiếp tục với điều này. "  Vào ngày 8 tháng 4, sau khi Sanders đình chỉ chiến dịch tranh cử của mình, Biden trở thành ứng cử viên tổng thống được cho là của đảng Dân chủ. Ngày hôm sau, một cựu nhân viên Thượng viện đã đưa ra cáo buộc tấn công tình dục đối với Biden, mà chiến dịch của ông đã phủ nhận. Vào ngày 1 tháng 5, Biden tuyên bố rằng cáo buộc này là sai  và yêu cầu thư ký của Thượng viện làm việc với Cục Quản lý Lưu trữ và Hồ sơ Quốc gia để xác định và công bố bất kỳ tài liệu nào có liên quan. 
Vào ngày 13 tháng 4, Bernie Sanders tán thành Joe Biden, và hai người thông báo thành lập một số lực lượng đặc nhiệm để tìm ra các giải pháp chính sách chung. Vào ngày 13 tháng 5, Biden và Sanders thông báo rằng sáu đội đặc nhiệm sẽ do Hạ viện đồng chủ trì. Alexandria Ocasio-Cortez, cựu Ngoại trưởng John Kerry, Dân biểu. Pramila Jayapal, cựu Surgeon General Vivek Murthy, NILC giám đốc Marielena Hincapié, Đại diện. Lucille Roybal-Allard, chủ tịch AFA Sara Nelson, Đại diện Karen Bass, luật sư dân quyền Chiraag Bains, Rep. Bobby Scott, Tiến sĩ Heather Gautney, và Đại diện Marcia Fudge.
Đến ngày 9 tháng 6, Biden đã có đủ đại biểu để đảm bảo đề cử của mình với tư cách là ứng cử viên đảng Dân chủ. Vào ngày 4 tháng 7, nhạc sĩ kiêm doanh nhân Kanye West đã tuyên bố chiến dịch tranh cử tổng thống. Tờ Los Angeles Times viết rằng đây "có thể là một phần trong nỗ lực lôi kéo những người ủng hộ Da đen rời khỏi Biden để giúp Trump."  Vào ngày 8 tháng 7, chiến dịch của Biden đã đưa ra một tập hợp các khuyến nghị chính sách được Thông qua bởi Lực lượng Đặc nhiệm Thống nhất do ông và Bernie Sanders chỉ định. Các khuyến nghị tập trung vào biến đổi khí hậu, tư pháp hình sự, kinh tế, giáo dục, chăm sóc sức khỏe và nhập cư.

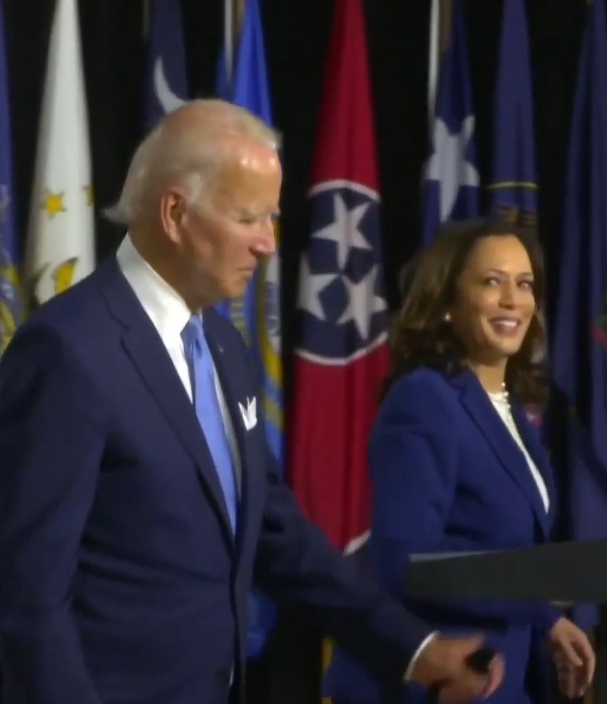
Biden và người đồng hành Kamala Harris tại sự kiện vận động tranh vé đầu tiên, vào ngày 12 tháng 8 năm 2020

Vào ngày 5 tháng 8, có thông tin cho rằng Biden sẽ chấp nhận đề cử của đảng Dân chủ từ bang Delaware, quê hương của ông do đại dịch. Vào ngày 11 tháng 8, anh thông báo rằng Kamala Harris sẽ là người bạn đồng hành của anh.  Ngày hôm sau, cả hai lần đầu tiên xuất hiện trước công chúng cùng nhau để quảng bá cho các chiến dịch chung của họ. Vào ngày 18 tháng 8, đêm thứ hai của Đại hội Toàn quốc đảng Dân chủ 2020, đảng chính thức đề cử Biden, khiến ông trở thành cựu phó tổng thống đầu tiên được đề cử làm tổng thống kể từ Walter Mondale năm 1984.  Biden chấp nhận đề cử hai đêm sau đó. Chris Wallace của Fox News Sunday gọi bài phát biểu nhận giải của Biden là "cực kỳ hiệu quả" và nói rằng ông đã "thổi một lỗ hổng lớn" trong việc Trump mô tả ứng viên là "bị bắn tinh thần". Trong đại hội, các đại biểu đã thông qua cương lĩnh đảng do một ủy ban gồm nhiều người cùng tham gia từ các lực lượng đặc nhiệm đoàn kết soạn thảo và dựa trên các khuyến nghị của các lực lượng đặc nhiệm đó.

### Tranh luận tổng thống
Kể từ khi Biden được đề cử thành công trong các cuộc bầu cử sơ bộ của đảng Dân chủ, Trump đã cố gắng gây ra sự nghi ngờ về khả năng của Biden, tuyên bố rằng Biden đang bị chứng mất trí nhớ và rằng ông đang dùng thuốc tăng cường hiệu suất trong các cuộc bầu cử sơ bộ. Trump kêu gọi Biden được kiểm tra ma túy trước cuộc tranh luận tổng thống; Biden đã từ chối. Trump cũng tuyên bố rằng Biden sẽ sử dụng tai nghe điện tử ẩn cho cuộc tranh luận, yêu cầu khám xét tai của Biden. Một lần nữa, Biden lại từ chối.
Cuộc tranh luận đầu tiên diễn ra tại Cleveland Clinic vào ngày 29 tháng 9. Nó đã được kiểm duyệt bởi Chris Wallace. Các chủ đề tranh luận bao gồm hồ sơ của Trump và Biden, nền kinh tế, đại dịch COVID-19, quan hệ chủng tộc và đề cử của Tòa án tối cao của Amy Coney Barrett. Mỗi diễn giả có hai phút để nêu quan điểm của họ, sau đó là một khoảng thời gian thảo luận. Cuộc tranh luận nhanh chóng chuyển thành cuộc nói chuyện chéo và gián đoạn và bị chỉ trích rộng rãi là một điểm thấp trong chính trị của tổng thống Hoa Kỳ. Mặc dù Wallace đã nhiều lần cầu xin Trump tuân theo các quy tắc tranh luận đã thống nhất, Trump thường xuyên cắt ngang và nói chuyện với Biden và đôi khi với cả Wallace. Sau cuộc tranh luận, Wallace tuyên bố rằng trong khi gia đình riêng của ông và gia đình Biden đeo khẩu trang như yêu cầu đối với những người tham dự, gia đình Trump đã không đeo và từ chối những chiếc khẩu trang mà nhân viên Phòng khám Cleveland cung cấp cho họ.
Cuộc tranh luận phó tổng thống giữa Harris và Pence diễn ra như dự kiến vào ngày 7 tháng 10 với Susan Page là người điều hành. Cuộc tranh luận nhìn chung được coi là dân sự mặc dù thường xuyên có những trường hợp cả hai ứng cử viên làm gián đoạn trong khi người kia đang nói, trong đó Harris chỉ ngắt lời khoảng một nửa so với Pence. Pence cũng liên tục nói vượt quá thời gian quy định của mình, phớt lờ những nỗ lực của Page yêu cầu Pence phải nhớ giới hạn thời gian hai phút. Một cuộc thăm dò của CNN với các cử tri đã đăng ký cho thấy 59% cảm thấy Harris đã chiến thắng, trong khi 38% cảm thấy Pence là người chiến thắng.
Hai cuộc tranh luận tổng thống tiếp theo dự kiến diễn ra vào ngày 15 và 22 tháng 10, nhưng cuộc tranh luận đầu tiên đã bị hủy bỏ do sự bùng phát COVID-19 của Nhà Trắng và Trump đã tuyên bố ý định không tham gia vào một cuộc tranh luận ảo. Để đáp lại việc Trump từ chối tranh luận, Biden đã lên lịch thăm một tòa thị chính trên ABC vào ngày 15 tháng 10; Trump sau đó cũng lên lịch một tòa thị chính, vào cùng ngày và đồng thời, được phát sóng trên NBC, MSNBC và CNBC. Theo xếp hạng của Nielsen, gần 700.000 người xem tòa thị chính của Biden nhiều hơn những người đã xem Trump, mặc dù Trump xuất hiện trên ba kênh.

### Tháng cuối cùng
Vào ngày 6 tháng 10, Biden đã có một bài phát biểu về chiến dịch tranh cử tại Gettysburg, Pennsylvania, được John Avlon của CNN gọi là "chiến dịch tốt nhất của ông".
Vào ngày 15 tháng 10, cả Biden và Trump đã tổ chức các bài phát biểu riêng biệt tại tòa thị chính, thay thế cuộc tranh luận thứ hai bị hủy bỏ.
Vào ngày 22 tháng 10, Biden và Trump đã tham gia vào một cuộc tranh luận thứ hai và cuối cùng ở Nashville, Tennessee. Trái ngược với cuộc tranh luận đầu tiên, micrô của cả hai ứng cử viên đều bị tắt tiếng vào một số thời điểm nhất định. Trump đã thúc ép Biden về những cáo buộc mới rằng trong thời gian làm phó tổng thống, các thành viên trong gia đình ông đã trục lợi cá nhân từ vị trí của ông ở Ukraine và Trung Quốc; Biden phủ nhận mọi hành vi sai trái và chỉ ra những tranh cãi liên quan đến Trump và các quốc gia đó. Trump liên tục hỏi tại sao Biden không thực hiện những lời hứa tranh cử năm 2020 trong suốt 8 năm ở Nhà Trắng, Biden trả lời rằng "chúng ta đã có một Quốc hội của Đảng Cộng hòa." 

#### Sự cố xe buýt Texas
Vào ngày 31 tháng 10 năm 2020, một chiếc xe buýt của chiến dịch Joe Biden đã bị một số tài xế quấy rối khi đang di chuyển từ San Antonio đến Austin, Texas dọc theo Xa lộ liên tiểu bang 35. Chiếc xe buýt chở cựu Thượng nghị sĩ bang Wendy Davis và một số nhân viên chiến dịch, được theo sau bởi một số xe ô tô liên bang, trong đó có nhiều lá cờ Donald Trump đang bay. Vào ngày 1 tháng 11 năm 2020, có thông báo rằng Cục Điều tra Liên bang sẽ mở một cuộc điều tra về vụ việc.
Sau sự cố, chiến dịch Biden đã hủy bỏ hai sự kiện đã được lên kế hoạch ở Austin, Texas. Sau thông báo về cuộc điều tra của FBI, Donald Trump đã chỉ trích quyết định này tại một cuộc biểu tình. Sau đó anh ấy đã tweet, "Theo tôi, những người yêu nước này không làm gì sai cả. Thay vào đó, FBI & Tư pháp nên điều tra những kẻ khủng bố, những kẻ vô chính phủ và những kẻ kích động của ANTIFA, những kẻ chạy khắp nơi để đốt phá các thành phố do đảng Dân chủ điều hành và làm tổn thương người dân của chúng ta! " 

## Thăm dò ý kiến
Các cuộc thăm dò dư luận được tiến hành vào năm 2020 thường cho thấy Biden hơn Trump trên toàn quốc trong các cuộc tổng tuyển cử, với lợi thế của cựu phó tổng thống thường vượt ra ngoài biên độ sai số của cuộc khảo sát.
Vào ngày 4 tháng 7, Politico đưa tin rằng Biden đang dẫn trước Trump "với hai con số trong các cuộc thăm dò gần đây". Vào cuối tháng 7, một cuộc thăm dò của Washington Post– ABC News cho thấy Biden đang nắm giữ vị trí dẫn đầu hai con số. Một cuộc thăm dò quốc gia được thực hiện vào đầu tháng 8 cho thấy Biden dẫn đầu với ba phần trăm. Một cuộc thăm dò ở Iowa cho thấy Trump dẫn đầu Biden từ 48% đến 45%, ít hơn sáu điểm phần trăm so với Trump giành được bang vào năm 2016.
Ba cuộc thăm dò quốc gia được công bố từ ngày 13–17 tháng 8 cho thấy Biden dẫn trước Trump: Fox News cho rằng Biden dẫn trước Trump 49% –42%, NBC / Wall Street Journal cho Biden dẫn trước 50% –41%, và Washington Post / ABC News cho Biden dẫn trước 53% –41%. Một Trung tâm Nghiên cứu Pew cũng cho kết quả tương tự, nhưng nhận thấy rằng đa số người tham gia tin rằng Trump sẽ thắng. Một cuộc thăm dò của Washington Post / ABC News được thực hiện vào cuối tháng 9 cho thấy tỷ lệ dẫn trước của Biden và Harris là 53% –43%.
Một cuộc thăm dò của NBC News / Wall Street Journal được thực hiện từ ngày 30 tháng 9 - ngày 1 tháng 10 (sau cuộc tranh luận tổng thống, nhưng trước khi Trump công bố chẩn đoán COVID-19 của ông) đã đưa Biden dẫn trước 53% –39%. Vào ngày 7 tháng 10, một cuộc thăm dò của CNN cho thấy Biden dẫn trước 57% –41%, và một tuần sau, Opinium Research / The Guardian cho thấy anh dẫn đầu 57% –40%. Tính đến ngày 13 tháng 10, Biden đã liên tục dẫn trước về số điểm trung bình của cuộc thăm dò với vài điểm trở lên trong hơn 100 ngày, so với bốn cuộc bầu cử tổng thống gần đây nhất. Biden dẫn trước 54% –42% trong một cuộc thăm dò của CNN vào ngày 28 tháng 10; giám đốc thăm dò ý kiến chỉ ra rằng:
- Mặc dù cuộc bầu cử cuối cùng sẽ được quyết định bởi kết quả toàn tiểu bang, mà thông qua Cử tri đoàn, nhưng vị trí dẫn đầu trên toàn quốc của Biden rộng hơn bất kỳ ứng cử viên tổng thống nào đã tổ chức trong hơn hai thập kỷ vào những ngày cuối cùng của chiến dịch.[144]

### Tỷ lệ thắng
Vào cuối tháng 9, FiveThirtyEight đưa tỷ lệ chiến thắng của Biden lên gần 77% và đặc biệt dự đoán rằng ông sẽ giành được 352 phiếu đại cử tri. Sự nổi tiếng của ông tăng lên vào đầu tháng 10 và đến ngày 13 tháng 10, FiveThirtyEight đã tăng tỷ lệ thắng cử của Biden lên 87%. Tính toán này vẫn giữ nguyên cho đến ngày 26 tháng 10, khi nó bắt đầu tăng trở lại, đạt 90% vào ngày 30 tháng 10.

## Lập trường chính trị

### Các vấn đề xã hội

#### Phá thai
Ngày 21 tháng 5 năm 2019, một nhân viên thuộc chiến dịch tranh cử của Biden cho biết ông sẽ ủng hộ việc đưa án lệ Roe v. Wade thành luật ngay lập tức. Ngày 5 tháng 6 năm 2019, chiến dịch của Biden xác nhận với NBC News rằng ông vẫn ủng hộ Sửa đổi Hyde, một điều mà không ứng viên tổng thống của Đảng Dân chủ nào khác đồng tình. Chiến dịch của Biden cũng cho biết ông sẽ xem xét bãi bỏ Sửa đổi Hyde nếu những hàng rào bảo vệ quyền phá thai trong phạm vi án lệ Roe v. Wade bị đe dọa. Ngày 6 tháng 6 năm 2019, tại Hội nghị Thượng đỉnh các Nhà lãnh đạo Mỹ gốc Phi của Ủy ban Đảng Dân chủ Quốc gia, Biden tuyên bố ông đã chuyển sang ủng hộ hoàn toàn việc bãi bỏ Sửa đổi Hyde, và cho biết sự thay đổi này một phần xuất phát từ việc Đảng Cộng hòa thông qua các điều luật chống phá thai mà ông gọi là những "luật cực đoan". Cũng tại hội nghị, ông đã tập trung vào vấn đề bất bình đẳng về kinh tế đối với người Mỹ gốc Phi, khả năng tiếp cận giáo dục, cải tổ hệ thống luật pháp, chăm sóc y tế và sự chèn ép người đi bầu cử ở miền Nam.

#### Cần sa
Biden ủng hộ việc phi hình sự hóa, nhưng không hợp pháp hóa, việc hút cần sa vì mục đích tiêu khiển. Biden cho rằng không ai đáng vào tù vì sử dụng cần sa. Nếu được bầu làm Tổng thống, ông sẽ phi hình sự hóa việc sử dụng cần sa và các bản án trước sẽ tự động được xóa bỏ. Ông ủng hộ hợp pháp hóa việc sử dụng cần sa vì mục đích y tế, trao quyền quyết định về việc sử dụng cần sa vì mục đích tiêu khiển cho chính quyền các bang, và xếp cần sa vào các loại thuốc thuộc Danh mục II để các nhà khoa học có thể nghiên cứu tác động của nó. Tất cả các ứng cử viên tranh cử tổng thống của Đảng Dân chủ khác đều ủng hộ việc hợp pháp hóa cần sa một cách hoàn toàn, ngoại trừ Michael Bloomberg.

#### Hình phạt tử hình
Ngày 20 tháng 6 năm 2019, sau khi án tử hình đầu tiên tại Mỹ kể từ năm 2003 được thi hành, Biden bày tỏ sự phản đối với hình phạt tử hình, và ủng hộ việc bãi bỏ hình phạt này ở cả cấp liên bang và cấp bang. Ông cho rằng án tử hình có sự rủi ro sát hại nhầm người bị án oan. Trước đó Biden đã từng ủng hộ hình phạt này.

#### Giáo dục
Năm 2018, Biden cho biết ông ủng hộ việc miễn học phí chương trình mần non. Ông đã công bố bản kế hoạch về giáo dục đại học vào tháng 10 năm 2019 bao gồm việc cam kết miễn học phí hai năm học đầu tiên cho sinh viên các trường cao đẳng cộng đồng, cũng như giảm thiểu nghĩa vụ trả nợ học phí. Khác với một số đối thủ của mình, ban đầu ông không ủng hộ việc miễn phí cả bốn năm học cao đẳng, nhưng sau đó đã ủng hộ việc này đối với những sinh viên đến từ các gia đình có thu nhập dưới 125.000 đô-la Mỹ, đồng thời cho phép không trả nợ trong trường hợp phá sản.
Mặc dù chính quyền Obama từng ủng hộ mô hình trường bán công, Biden đã chỉ trích một số trường bán công vì chiếm dụng ngân sách của các trường công trong một bài phát biểu vào tháng 5 năm 2019, và cho biết ông phản đối việc cấp ngân sách liên bang cho các trường bán công hoạt động vì lợi nhuận.

#### Nhập cư
Ngày 5 tháng 7 năm 2019, Biden cho biết ông không ủng hộ hợp pháp hóa việc nhập cư trái phép vào Mỹ, một quan điểm trái ngược với các đối thủ cạnh tranh vào vị trí ứng cử viên Tổng thống của Đảng Dân chủ. Ông đã công bố một kế hoạch cải tổ hệ thống nhập cư vào tháng 12 năm 2019, bao gồm việc đảo ngược một số chính sách trục xuất của chính quyền Trump, một hành lang pháp lý nhập quốc tịch dành cho người nhập cư không giấy tờ, cũng như mở rộng phạm vi cấp thị thực lao động và chấp nhận người tị nạn.

#### Các vấn đề LGBTQ
Ngày 1 tháng 6 năm 2019, Biden đã phát biểu trước hàng trăm nhà hoạt động và tài trợ tại gala thường niên của Chiến dịch Quyền Con người ở Ohio. Ông tuyên bố rằng sẽ đặt ưu tiên hàng đầu việc thông qua đạo luật Bình đẳng. Ông chỉ trích Donald Trump vì đã cấm người chuyển giới nhập ngũ, cho phép các nhân viên y tế từ chối chữa trị người thuộc cộng đồng LGBTQ, cũng như cho phép các nhà tạm trú dành cho người vô gia cư từ chối chấp nhận người thuộc cộng đồng LGBTQ.

### Các vấn đề kinh tế

#### Môi trường
Ngày 4 tháng 6 năm 2019, chiến dịch của Biden công bố một bản kế hoạch khí hậu 1,7 nghìn tỉ đô-la Mỹ dựa trên các cơ sở của Green New Deal. Kế hoạch kêu gọi Mỹ đạt mức khí thải bằng không đến năm 2050 hoặc sớm hơn, và hỗ trợ người lao động trong ngành công nghiệp than chuyển sang những công việc sẽ được tạo ra trong một nền kinh tế sử dụng năng lượng sạch. Biden ủng hộ việc thu hồi và lưu trữ carbon cũng như phát triển lò phản ứng mô đun nhỏ nhằm giảm thiểu khí thải. Ngày 4 tháng 9 năm 2019, Biden cho biết ông không ủng hộ việc cấm hoàn toàn cắt phá thủy lực, một quan điểm trái ngược với các đối thủ cạnh tranh vào vị trí ứng cử viên Tổng thống của Đảng Dân chủ. Tuy nhiên ông khẳng định sẽ cấm việc cấp giấy phép cắt phá thủy lực mới đồng thời đánh giá lại các giấy phép đã tồn tại để xác định mức độ an toàn của chúng.

#### Y tế
Ngày 16 tháng 7 năm 2019, Biden kêu gọi bổ sung ngân sách cho để xây dựng các bệnh viện nông thôn, gia tăng các dịch vụ y tế qua điện thoại tại các cộng đồng nông thôn, và khuyến khích bác sĩ làm việc ở các khu vực nông thôn, còn được biết đến với tên gọi là các sa mạc y tế ở Hoa Kỳ. Ngày 29 tháng 4 năm 2019, Biden bày tỏ sự ủng hộ với việc cung cấp phương án bảo hiểm y tế công, đồng thời cấm các điều khoản bảo hiểm không hoàn thiện dành cho người lao động có thu nhập thấp.

#### Cơ sở hạ tầng
Biden công bố kế hoạch cơ sở hạ tầng của mình vào ngày 14 tháng 11 năm 2019, theo đó ông kêu gọi đầu tư 1,3 nghìn tỉ đô-la Mỹ để cải tổ hệ thống cơ sở hạ tầng. Kế hoạch bao gồm các khoản đầu tư vào việc sửa chữa đường sá, cầu và đường cao tốc, cũng như khuyến khích việc sử dụng đường sắt và các phương tiện chạy bằng điện. Kế hoạch cũng bao gồm việc thay thế đường ống nước, gia tăng độ phủ sóng di động và một số nâng cấp về trường học.

#### Phúc lợi xã hội
Ngày 17 tháng 6 năm 2019, Biden xuất hiện tại "Diễn đàn Bầu cử Tổng thống của Người nghèo" ở in Washington, D.C. để thảo luận về đề xuất ngân sách cho các chương trình xóa nghèo. Tại một buổi gây quỹ ở New York một ngày sau đó, ông cam kết với các nhà tài trợ rằng ông sẽ không "lên án" tầng lớp giàu có và cho biết, "sẽ không ai bị thay đổi tiêu chuẩn sống, về cơ bản sẽ không có gì thay đổi."